# 중국 대륙
중국 대륙(중국어 간체자: 中国大陆, 정체자: 中國大陸, 병음: Zhōnggúo Dàlù, 영어: Mainland China, the Chinese mainland)은 섬을 제외한 중화인민공화국에서 사용하는 지정학적 용어이다.
대륙이라는 단어는 근대화 이전에는 사용하지 않던 단어이며 영어에서 유럽 대륙을 지칭하는 "Continent"를 일본에서 한자로 "대륙"이라고 표현하면서 아시아에서도 사용되기 시작한 단어이다. 유럽 대륙, 북미 대륙, 남미 대륙 등으로 표현한다. 중국의 경우 한반도, 일본 열도 등과 같은 표현으로 중국 국내에서는 "중국 대륙"이라는 표현을 즐겨 쓰지만 독일과 프랑스가 유럽 대륙에 존재한다고 독일 대륙, 프랑스 대륙이라고 부르지 않듯이 해당 "중국 대륙"이라는 표현은 잘못된 표현이다. 미국 대륙이라는 표현 또한 잘못된 것으로 정확한 표현은 북미 대륙이다.
중화인민공화국에서는 보통 홍콩과 대만에 대립하여 내지(중국어 간체자: 內地, 병음: nèidì, 네이디)라고도 한다. 둥베이(東北), 화베이(華北), 화둥(華東), 화중(華中), 화난(華南), 시난(西南), 시베이(西北)의 7개 지역으로 나뉜다.
중화인민공화국의 관할이지만 본토에서 떨어져 있는 남중국해(南中國海)의 여러 섬, 중화민국이 실효 통치중인 타이완(臺灣), 펑후 제도(澎湖諸島), 진먼 섬(金門島), 마쭈 열도(馬祖列島), 유럽의 식민지였으나 지금은 특별행정구인 홍콩(香港), 마카오(澳門)는 일반적으로 제외한다. 이들을 모두 포함하는 개념으로는 중화권(中華圈)이라는 용어가 사용된다.
중화민국, 홍콩, 마카오에서는 중국 대륙이란 말은 홍콩, 마카오 등 특별행정구를 제외한 중화인민공화국을 의미하며 중국 공산당이 직접 통치하는 지역을 가리키는 정치중립적 표현으로 쓰고 있다.
하이난성은 본토에서 조금 떨어진 섬으로 이루어진 지역이지만 편의상 중국 대륙에 포함시킨다.

## 같이 보기
- 중화권
- 중국 본토
- 중화인민공화국 헌법
- 타이완 지구
- 중화인민공화국의 정치